# Brixlegg
Brixlegg este un oraș în Austria.